# Pseudoclasseya sinuosellus
Pseudoclasseya sinuosellus là một loài bướm đêm trong họ Crambidae.